# 제니퍼 로렌스
제니퍼 슈레이더 로렌스(영어: Jennifer Shrader Lawrence 제니퍼 로런스[*], 1990년 8월 15일 ~ )는 미국의 배우이다. 2015년 이래로 로렌스는 세계에서 가장 높은 개런티를 받는 여배우이며, 그녀의 영화는 전 세계적으로 55억 달러 이상을 벌어들였다. 그녀는 2013년에 타임지에서 발표한 세계에서 가장 영향력있는 100인 및 포브스 셀러브리티 100에 2014년과 2016년에 이름을 올렸다. 어린 시절 로렌스는 교회 연극과 학교 뮤지컬에서 공연했다. 그녀가 만 14세 때, 탤런트 스카우트가 뉴욕에서 그녀를 캐스팅했다. 그녀는 로스앤젤레스로 이사했고 TV 쇼에서 게스트 역할을 하면서 연기 경력을 시작했다. 그녀의 첫 번째 주요 역할은 TBS의 인기 시리즈 《빌 잉그볼 쇼》(2007-2009)에서 주요 배역으로 고정적으로 출연하는 것이었다. 로렌스는 2008년 《가든 파티》에서 조연 역할을 시작으로 독립 영화 《윈터스 본》(2010)에서 빈곤에 시달리는 10대의 청소년 역으로 주목을 받았다. 그녀는 《엑스맨: 퍼스트 클래스》(2010)에서 돌연변이인 레이븐 다크홈/미스틱을 연기하며 폭넓은 연기력에 대한 인정을 얻었으며, 그녀는 이 시리즈의 후반부에 다시 출연했다.
로렌스의 명성은 헝거게임 영화 시리즈(2012-2015)에서 캣니스 에버딘 역으로 그녀는 주인공으로 계속 성장해 나갔고, 역사상 단 시간에 가장 높은 수익을 올린 액션 주인공으로 세계적인 유명세를 얻었다. 그녀는 데이비드 O. 러셀 감독과의 작업을 통해 수많은 상을 수상했다. 로맨스 코미디 영화 《실버라이닝 플레이북》(2012)에서 섹스 중독자의 미망인으로서의 그녀의 연기는 미국 아카데미상 여우주연상을 수상함과 함께 역대 미국 아카데미상 여우주연상 수상자 중 두 번째로 어린 최연소 수상자가 되었다. 로렌스는 이후 블랙 코미디 영화 《아메리칸 허슬》(2013)에서 문제를 일으키는 아내의 연기로 영국 아카데미 영화상(BAFTA) 여우조연상을 수상했으며, 미국 아카데미상 여우조연상 후보에 올랐다. 그녀는 또한 각각의 영화에서 그녀의 역할로 골든 글로브상과 크리틱스 초이스 영화상, 미국 배우 조합상을 받았고, 작품명과 동일한 발명가를 연기한 전기 영화 《조이》(2015)로 미국 아카데미상 여우주연상 후보에 올랐다.
로렌스는 언론에서 페미니즘과 남녀 평등의 지지자로 알려져 있으며, 제니퍼 로렌스 재단(Jennifer Lawrence Foundation)의 설립자이며, 이를 통해 다양한 자선 단체를 지원하고 있다.

## 성장 과정
로렌스는 1990년 8월 15일, 미국 켄터키주, 루이빌에서 태어났다. 어머니 캐런 로렌스(옛 성씨는 코치)는 어린이 캠프의 매니저로 일하고 있고, 아버지 게리 로렌스는 콘크리트 건설사 로렌스 앤 어소시에이츠의 사장이다. 형제로는 두 명의 오빠 벤 로렌스와 블레인 로렌스가 있으며, 그녀의 어머니는 그녀를 엄하게 키웠다. 로렌스의 어머니는 유치원에서 다른 아이들과 놀기를 허락하지 않았다. 로렌스는 루이빌의 케머러 중학교에서 교육을 받았다. 그녀는 과다 활동과 사회적 불안으로 인해 어린 시절을 즐겁게 지내지 못했으며 자신의 친구들과 어울리지 않는다고 생각했다. 하지만 로렌스는 무대에서 공연할 때 그녀의 근심이 사라졌다고 말하면서 연기는 그녀에게 성취감을 안겨주었다. 로렌스는 학교에서 치어리더로 활동하며 소프트볼, 필드 하키, 농구를 했는데, 그녀는 아버지가 코치한 소년 팀에서 경기를 했다. 그녀가 성장하는 동안 자주 지역의 말 농장을 방문하였고, 승마를 좋아했다.
그녀는 어린 시절부터 여배우로 유명해질 것이라는 것을 알았다고 말했다. 그녀의 아버지가 집에서 일했을 때, 그는 종종 광대 또는 발레리나처럼 차려입은 채로 공연했다. 그녀의 첫 번째 연기는 만 9세 때 요나서에 기초로 한 교회 연극에서 매춘부 역할이었으며, 가족 친구들이 축하해줬고 어머니가 그녀의 공연을 칭찬했다. 그후 몇년 동안, 그녀는 교회 연극과 학교 뮤지컬에 계속해서 참여했다. 로렌스는 만 14세 뉴욕으로 가족들과 휴가를 떠난 동안, 그녀는 한 에이전트의 탤런트 스카우트에 의해 거리에서 캐스팅되었다. 로렌스의 어머니는 그녀가 연기 경력을 쌓도록 하는 것에 열중하지 않았지만 도시로 잠시 이동하여 그녀의 역할을 경험하도록 했다.
로렌스가 처음으로 리딩을 한 후, 에이전트들은 자기가 어린 사람에게서 들었던 것 중에 그녀가 최고라고 말했다. 로렌스의 어머니는 자신이 거짓말했다고 확신했다. 로렌스는 외로움과 친구가 없는 것처럼 초기 경험이 어려웠다고 한다. 그녀는 CESD 탤런트 에이전시와 계약을 맺었다. CESD 탤런트 에이전시는 부모님이 로스앤젤레스에서 그녀의 오디션을 맡길 것을 설득했다. 로렌스의 어머니는 그녀가 고등학교를 졸업한 상태에서 연기는 하도록 노력하는 것에 동의했다. 로렌스는 결국 로스앤젤레스에서 가정 교육을 받았고 좋은 성적으로 2년을 일찍 졸업했다. 그녀는 연기를 감한하여 자연스러운 행동을 하였고, 그녀는 당시에 과제를 모델링하기 위해 여러 제안을 거절했다. 도시에서 로렌스는 그녀의 연기 경력을 쌓아가던 동안, 그녀의 어머니의 캠프에서 보조 간호사로 봉사하며 루이빌에 정기적으로 방문했다.

## 경력

### 2006 ~ 2010: 초기 경력과 주목
2007년 7월 로렌스는 TBS의 코미디 시리즈 《빌 잉그볼 쇼》에서 로런 피어슨 역할으로 출연하며 10대 연기자로써 활동을 시작했다. 시리즈는 2007년 9월부터 2009년까지 3 시즌으로 방영되었다. 로렌스는 이 역할로 제30회 영 아티스트 어워드(젊은 예술가상)의 TV 시리즈 부문 최우수 신인 연기상에 후보 지명되었다. 이후 텔레비전 시리즈 《콜드케이스》, 《미디엄》, 《명탐정 몽크》에 게스트 역할로 출연했다.

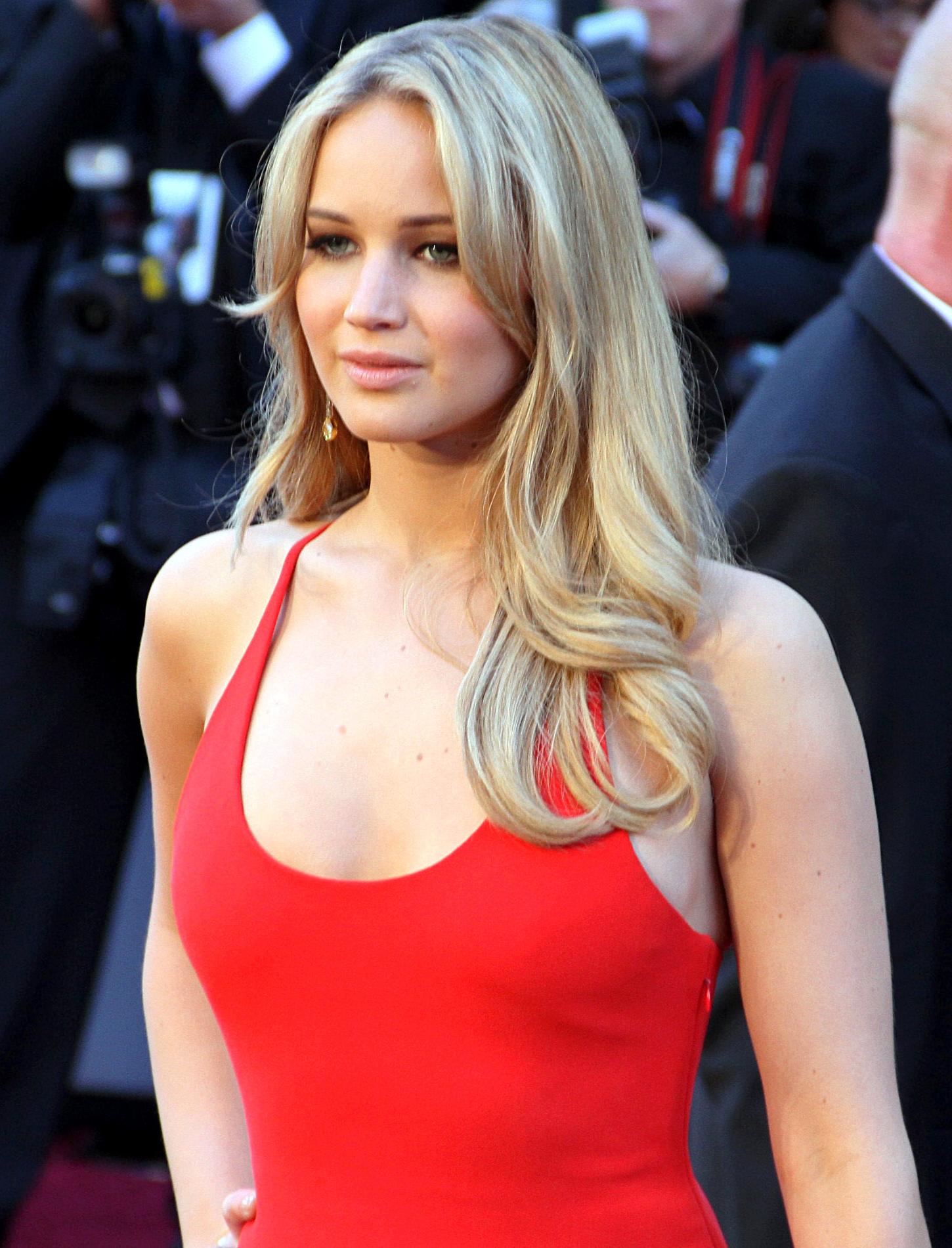
2011년 제83회 아카데미상에 참석한 제니퍼 로렌스.

2007년 로렌스는 《트와일라잇》의 벨라 스완 역할 오디션을 봤으나, 크리스틴 스튜어트에게 돌아갔다. 이후 그는 스튜어트가 미디어로부터 많은 관심을 받았는데, 이 때문에 역할을 맡지 않은 것이 다행이었다고 말했다. 다음 해 영화 《가든 파티》에서 단역 티프로 출연했다. 로리 페티 감독의 데뷔작이자 가족 드라마 영화 《포커 하우스》에서 셀마 블레어, 클로이 모레츠와 공연하였고, 그는 학대를 당한 어린 소녀 애그니스 역할로 출연했다. 이 영화로 로스앤젤레스 영화제에서 신인 배우상을 수상했다. 기예르모 아리아가 감독의 데뷔 영화 《버닝 플레인》에서는 샬리즈 시어런, 킴 베이싱어와 함께 출연했다. 이 영화로 2008년 베니스 국제 영화제에서 마르첼로 마스트로얀니 신인 배우상을 받았다. 이후 그는 파라슈트의 곡 〈The Mess I Made〉 뮤직 비디오에 출연했다.
2010년 로렌스는 데브라 그래닉 감독의 《윈터스 본》에 출연했다. 이 영화는 선댄스 영화제에서 심사위원 대상을 수상하였고 현재 그의 성공의 계기가 되는 작품으로 자주 언급된다. 로렌스는 오자크의 시골 마을에서 살며 정신병이 있는 엄마, 여동생, 남동생을 보살피는 17세 리 돌리 역할을 연기했다. 영화 평론가들은 로렌스의 연기를 높이 평가했다. 〈뉴요커〉의 데이비드 덴비는 “카리스마가 별로인 사람이 리 역할을 맡는 것은 상상할 수도 없다.”라고 평했고, 〈롤링 스톤〉의 피터 트래버스는 “로렌스의 연기는 연기 그 이상으로, 폭풍의 모임같다. 로렌스의 눈은 리에게서 흐르는 눈물의 로드맵이다.”라며 높이 평가했다. 그는 연기에 많은 찬사를 받으며, 내셔널 보드 오브 리뷰(전미 비평가 위원회)에서 신인 배우상을 수상했다. 2011년 1월 25일에 열린 미국 아카데미상에서는 역사상 두 번째로 어린 나이에 최우수 여우주연상 후보에 지명되었다.(현재 세 번째 어린 나이도 로렌스가 보유하고 있다). 이 외에 그는 골든 글로브상, 미국 배우 조합상, 인디펜던트 스피릿 어워드, 새틀라이트상 등 수많은 영화 시상식의 후보에 지명되었다.

### 2011 ~ 2013: 영화 시리즈와 세계적인 성공
2011년, 로렌스는 로맨스 드라마 영화 《라이크 크레이지》에 안톤 옐친, 펄리시티 존스와 출연했고, 같은 해 선댄스 영화제에서 처음 선보였다. 그 해, 로렌스는 다크 코미디 영화 《비버》에서 조디 포스터, 멜 깁슨과 공연했다. 원래는 2009년 촬영을 마치고 개봉할 예정이였지만 뜻밖의 사건으로 정체되어 오랜 시간이 흐른 2011년 5월 6일에 개봉되었다. 2011년 6월 영화 예술 과학 아카데미에 초대되었다.
이전의 《윈터스 본》에서 극적인 역할을 했었던 덜 진지한 작품을 찾았고, 그녀의 첫 번째로 유명한 작품인 영화 《엑스맨》 시리즈의 매슈 본 감독의 슈퍼히어로 영화 《엑스맨: 퍼스트 클래스》(2011)에 미스틱 역할로 합류하여, 제임스 매커보이, 마이클 패스벤더와 공연했다. 로렌스가 연기한 미스틱은 초기 《엑스맨》 영화 시리즈에서 리베카 로메인이 연기했던 미스틱의 어린 버전이다. 본 감독은 로렌스가 캐릭터의 변신과 관련된 약점과 힘을 연기할 수 있을 것이라고 생각하면서 캐스팅했다. 로렌스는 미스틱을 연기하기 위해, 분장에만 8시간을 소비해야만 했다. 그녀는 그 역할에 위축되면서도 로멘인을 존경하게 되었다고 한다. 영화는 전 세계에서 3억 5,000만 달러의 흥행수익을 거두며, 로렌스가 널리
알려진 계기가 되었다.

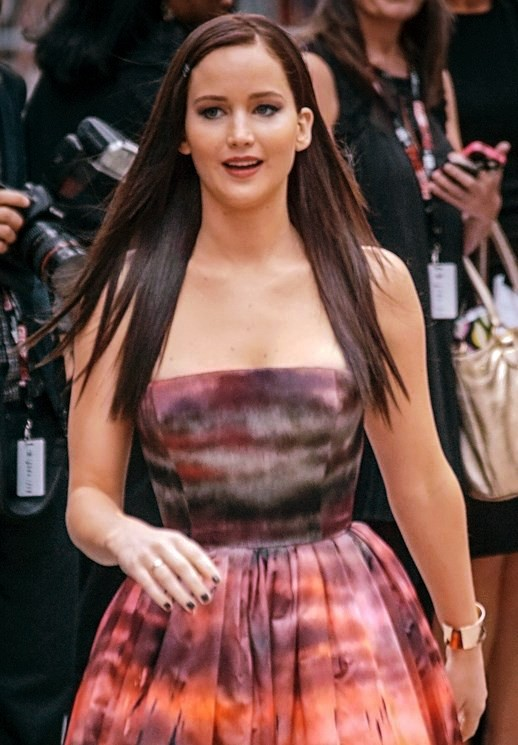
2012년 토론토 국제 영화제에 참석한 로렌스.

2012년 로렌스는 수잰 콜린스의 베스트셀링 동명 소설 《헝거 게임》을 원작으로 한 영화 《헝거게임: 판엠의 불꽃》에 캣니스 에버딘 역할에 캐스팅되어 출연했다. 로렌스는 원작 소설의 열렬한 팬이였으나, 캐스팅 제의를 받았던 시기에 적잖이 망설이게 되었는데 그 이유는 영원히 대중들에게 캣니스 역할로 기억될지도 모른다는 것과 이 영화가 자신의 경력에 어떤 영향을 미치게 될 것인가라는 염려 때문이였다. 하지만 이때 가장 큰 힘을 준 어머니의 말에 그는 사흘에 걸쳐 출연 결정을 내릴 수 있었다. 그는 캣니스 역할을 소화하기 위해 스턴트 훈련, 활쏘기, 바위와 나무 오르는 법, 전투, 달리기, 파르쿠르, 필라테스, 요가 등을 포함한 여러 가지 훈련을 받았다. 이 영화는 미국에서 2012년 3월 23일 개봉되어, 3일 동안 1억 5,250만 달러의 흥행수익을 벌어들이면서 속편이 아닌 영화로 역사상 세 번째로 높은 오프닝 스코어를 기록했다. 로렌스는 캣니스 역할을 열연한 영화 《헝거 게임》의 성공으로 액션 영화는 남자가 중심이라는 사고를 깼는데, 이전에 여자 액션 배우를 중심으로 한 영화 중 "탑 200 세계 박스오피스"(3억 5,000만 달러 이상)에서 히트한 영화는 없었다. 〈포브스〉는 “《헝거 게임》의 제니퍼 로렌스만큼 연기할 수 있는 액션 배우는 아무도 없을 것이라는데 이의가 없다.”라고 말했다. 영화는 일반적으로 긍정적인 평가를 받았는데, 〈할리우드 리포터〉의 토드 매카시는 캣니스 에버딘을 연기한 로렌스를 극찬하며 “소설 속의 인물을 그대로 재현해 냈다, 마치 중력처럼 영화 전체를 현실에 정박시키는 존재감을 드러내는 이상적인 배우이다.”라고 평했다. 〈시카고 선데이 타임즈〉의 영화 평론가 로저 이버트는 “로렌스는 강력하고 설득력 있는 중심적인 역할을 선보였다.”라고 말했다.
로렌스는 동명의 소설을 원작으로 한 데이비드 O. 러셀 감독의 영화 《실버라이닝 플레이북》에서 젊은 나이에 남편을 잃은 후 죄책감에 시달리는 시크한 섹스 중독자인 티퍼니 맥스웰 역할을 연기했고, 브래들리 쿠퍼, 로버트 드 니로와 공연했다. 〈롤링 스톤〉의 피터 트래버스는 로렌스의 연기에 대해 “기적”이라고 표현하면서, “그는 무례하고, 난잡하고, 웃기고, 입이 거칠고, 엉성하고, 섹시하고, 활기차며, 섬약한 캐릭터 연기를 보였고, 때로는 한 장면 안에서 심지어는 한 호흡 안에 모두 들어 있다.”라고 말했다. 그는 이 영화로 수많은 영화 비평가협회상을 휩씀과 동시에 2013년 골든 글로브상과 미국 아카데미상 최우수 여우주연상에 생애 두 번째로 후보 지명되었고 역사상 두 번째의 최연소인 만 22세의 나이에 수상하였다. 로렌스는 맥스 톤더레이 감독의 스릴러 영화 《헤이츠》에서 맥스 티에리옷, 엘리자베스 슈와 공연했다. 또한, 그는 올리버 스톤의 영화 《파괴자들》에 오필리아 "오" 세이지 역할에 캐스팅되었지만 일정 문제로 출연이 무산되었고, 블레이크 라이블리가 출연했다. 2012년 10월 로렌스는 디올의 새로운 얼굴로 발탁되었다.
"헝거게임" 시리즈인 영화 《헝거 게임: 캣칭 파이어》의 촬영은 2012년 9월에 시작되었고, 영화는 2013년 11월 22일에 미국 전역에서 개봉했다. 영화는 전편보다 높은 흥행 수입을 거두며 상업적으로 큰 성과를 거두었고, 캣니스 에버딘 역할을 연기한 로렌스는 팬들과 비평가로부터 호평을 받았다. 2014년 1월 발표에 따르면 《헝거 게임: 캣칭 파이어》는 2013년 최고의 흥행 수익을 기록한 《아이언맨 3》에 이어 북미에서만 4억 940만 달러의 흥행 수익을 기록했다.
로렌스는 데이비드 O. 러셀 감독의 범죄 영화 《아메리칸 허슬》에서 세탁소를 운영하면서 뒤로는 대출 사기를 통해 부를 챙기는 사기꾼인 어빙 로젠펠트(크리스천 베일)의 아내 로절린 로젠펠트 역할을 연기했다. 이 영화는 1970년대 후반 미국 뉴저지를 배경으로 FBI 요원과 그에 협력하는 사기꾼의 이야기이며, 실제로 발생한 '앱스캠 스캔들'을 다뤘다. 그 외에도 브래들리 쿠퍼, 에이미 애덤스, 제러미 레너가 출연하였고, 미국에서 2013년 12월 20일에 개봉되었다. 로렌스는 이 작품으로 그의 연기 경력을 한층 더 상승시켰고, 이러한 결과로 미국배우조합상, 크리틱스 초이스 영화상에서 최우수 여우조연상을 수상하였고, 골든 글로브상 뮤지컬/코미디 부문 최우수 여우조연상 수상과 세 번째로 미국 아카데미상에 후보 지명되었다. 또한 영국 아카데미상(BAFTA) 최우수 여우조연상을 첫 수상하였다. 그는 영국 아카데미 영화상(BAFTA) 여우주연상과 여우조연상 후보 지명과 동시에 미국 아카데미상에 세 번째 후보 지명되는 가장 어린 여자배우로 기록되었다.

### 2014 ~ 현재: 저명한 여배우가 되다

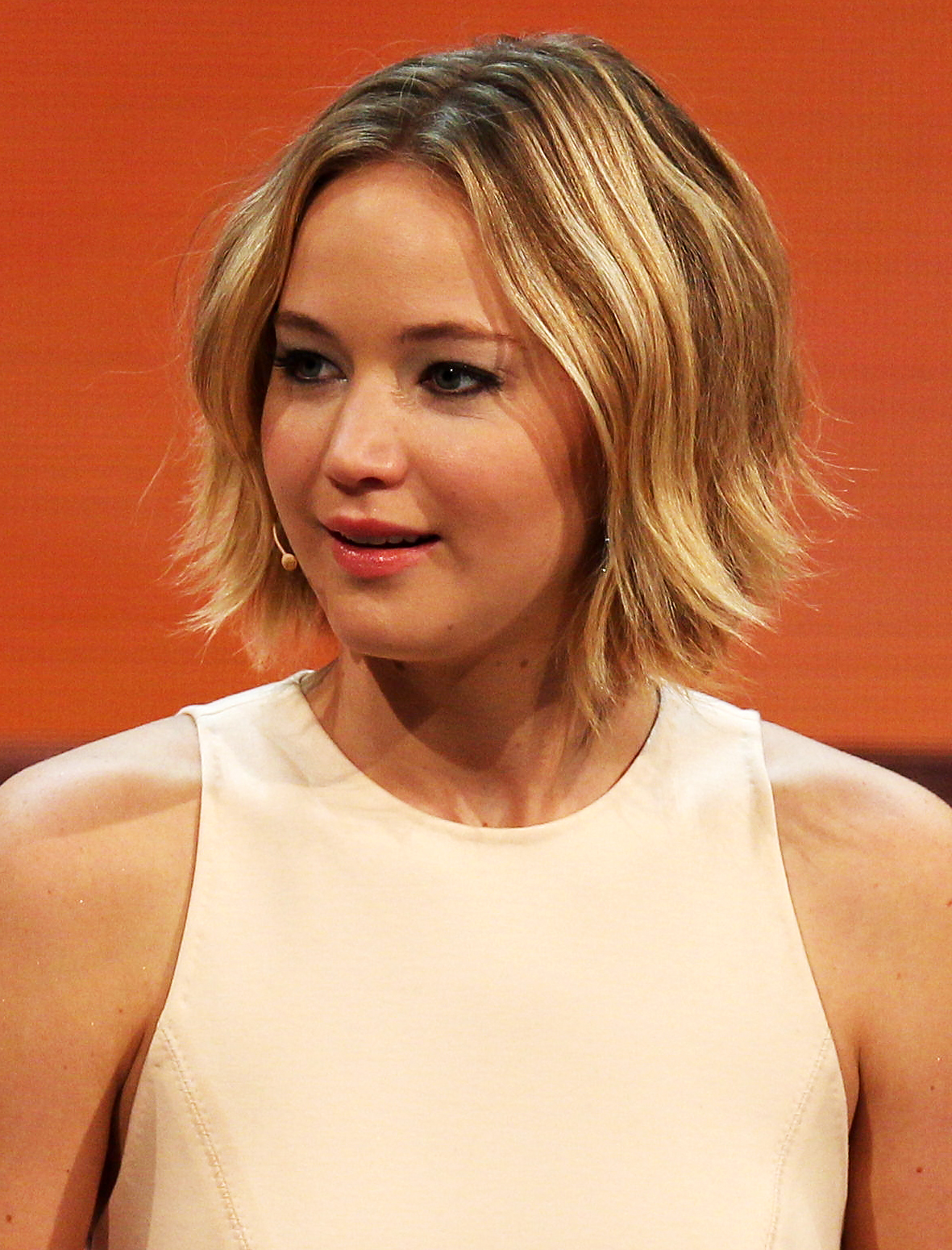
2014년 11월 《베텐, 다스 쇼》에서 로렌스.

로렌스는 안젤리나 졸리가 하차한 후 미국의 대공황 시대를 배경으로 한 수잔 비에르 감독의 영화 《세레나》에 캐스팅 되었다. 이 영화는 론 래시의 동명 소설이 원작으로, 그는 남편 조지(브래들리 쿠퍼)의 아이를 낳을 수 없는 여인으로 결혼 전에 남편의 사생아를 낳은 여성을 살해하는 세레나 펨버턴 역할을 연기했다. 촬영은 2012년에 종료되어 영화는 2014년 4월 개봉될 예정이었지만 현재는 개봉일이 미뤄졌다.
2014년, 로렌스는 영화 《엑스맨: 데이즈 오브 퓨처 패스트》에 출연하여, 다시 한번 미스틱 역할을 연기하였다. 이전에는 장기간 시간이 걸리는 혹독한 메이크업과 온몸에 실리콘을 덮는 과정을 거쳐야 했지만 이번에는 그를 위해 특수 제작된 바디수트를 입었고, 영화는 전 세계에서 7억 4,810만 달러의 흥행 수익을 올렸다. 그는 영화 《헝거 게임》의 최종장으로 캣니스 에버딘 역할을 마무리하는 《헝거 게임: 모킹제이》의 촬영을 진행하였고, 영화는 두 편으로 나눠져 제작되어, 모킹제이 1부는 2014년 11월 21일에 개봉되었다. 그는 영화에 삽입되는 OST 곡인 〈The Hanging Tree〉를 직접 불렀으며, 이 곡은 여러 국제 싱글 차트에서 상위 40위권 안에 들며 인기를 끌었다. 이 영화는 전 세계적으로 7억 5,190만 달러의 흥행 수익을 올리며 성공했다. 로렌스는 2015년 12월 25일 개봉되어 데이비드 O. 러셀 감독과는 세 번째로 호흡을 맞춘 영화 《조이》에 출연을 확정 지으며, 미라클 몹, 허거블 행거 등의 상품을 발명한 미국에서 가장 성공한 여성 사업가이자 싱글맘인 조이 망가노라는 실존 인물을 연기했다. 그녀는 세 번째 골든 글로브상을 수상했으며, 미국 아카데미상 최우수 여우주연상 후보에 올랐으며, 아카데미 후보에 네 번째로 오른 가장 어린 배우가 되었다.
로렌스는 2016년을 시작하는 동시에 지구를 여행하는 국제우주정거장의 이야기를 다룬 다큐멘터리 영화 《뷰티풀 플래닛》의 내레이션을 맡았다. 그녀는 또한 2015년 11월 20일에 공개된 모킹제이 2부(대한민국에서는 《헝거 게임: 더 파이널》이라는 제목으로 개봉되었다)과 2016년 5월 27일에 공개된 《엑스맨: 아포칼립스》에 출연했다. 이 영화는 이야기의 주제와 배우들의 연기를 저해하는 행동으로 과장되어 있다는 의견이 엇갈린 평가를 받았다. 그럼에도 불구하고 로렌스는 제43회 피플 초이스 어워드에서 좋아하는 여자 영화배우상을 수상했다. 2015년 5월, 그는 디올 어딕트의 뷰티 캠페인의 얼굴로 발탁되었다. 로렌스는 크리스 프랫과 공연하는 SF 영화 《패신저스》에서 오로라 역할을 맡는 것을 결정하며 2,000만 달러의 출연료를 받은 것이 언론에 보도되었다. 프랫과 그녀는 새로운 행성을 향한 우주선에서 알 수 없는 이유로 90년이나 일찍 동면 상태에서 깨어나게 되면서 벌어지는 이야기로 로렌스와 프랫 사이의 화학적 성향이 찬사를 받았지만, 이 영화는 "치명적인 결함이 있는 이야기"를 가지고 있다는 의견들로 부정적인 평가를 받았다. 2017년 3월까지 제니퍼의 영화는 전 세계적으로 총 55억 달러 이상을 벌어들였다.
 2017년 9월, 로렌스는 대런 아로노프스키 감독의 심리 호러 영화 《마더!》에서 하비에르 바르뎀, 미셸 파이퍼, 에드 해리스와 공연하였고, 영화는 예기치 않은 손님의 등장으로 인해 삶이 혼란에 빠지는 한 부부에 초점을 맞추고 있다. 강렬한 역할은 그녀가 영화화하기 어려웠고, 그녀는 하루 동안 호흡 곤란을 겪었을 때 보충 산소를 사용했으며, 갈비뼈도 탈구했다. 영화는 평단과 관객의 엇갈린 반응을 불러 일으켰고, 호평과 혹평이 극단적인 대립을 이루면서 관객들 사이에서 잇따른 혹평을 받았다. 그녀는 또한 다음 해 3월에 제이슨 매튜스의 동명 소설을 기반으로 한 프란시스 로렌스 감독의 스파이 스릴러 영화 《레드 스패로우》에서 신비한 CIA 요원(조엘 에저튼)과 접촉하는 러시아 스파이 도미니카 에고로바 역할로 출연하였다. 그녀는 러시아어 억양으로 말하기를 배웠고 4개월 동안 발레 레슨을 받았다. 2018년 기준으로 로렌스의 영화는 전 세계적으로 57억 달러 이상을 벌어들였다.
로렌스는 2019년 2월에 공개될 예정인 네 번째 영화 《엑스맨》 시리즈인 《엑스맨: 다크 피닉스》에 출연을 확정 지었다. 그녀는 스티븐 스필버그가 감독하는 사진 저널리스트 린제이 아다리오의 회고록 "내가 하는 일: 포토그래퍼의 사랑과 전쟁의 삶"을 기반으로 하는 영화에 출연할 예정이며, 아담 맥케이 감독의 영화 《배드 블루드》에서 혈액 검사 회사 설립자인 엘리자베스 홈즈를 연기한다고 발표 되었다. 로렌스는 또한 한나 켄트의 동명의 소설을 기반으로 한 루카 구아다니노 감독의 《베리얼 라이트》에서 아이슬란드에서 살인 혐의로 처형당한 마지막 여성인 아그네스(Agnes Magnusdottir)를 연기할 예정이다.

## 미디어

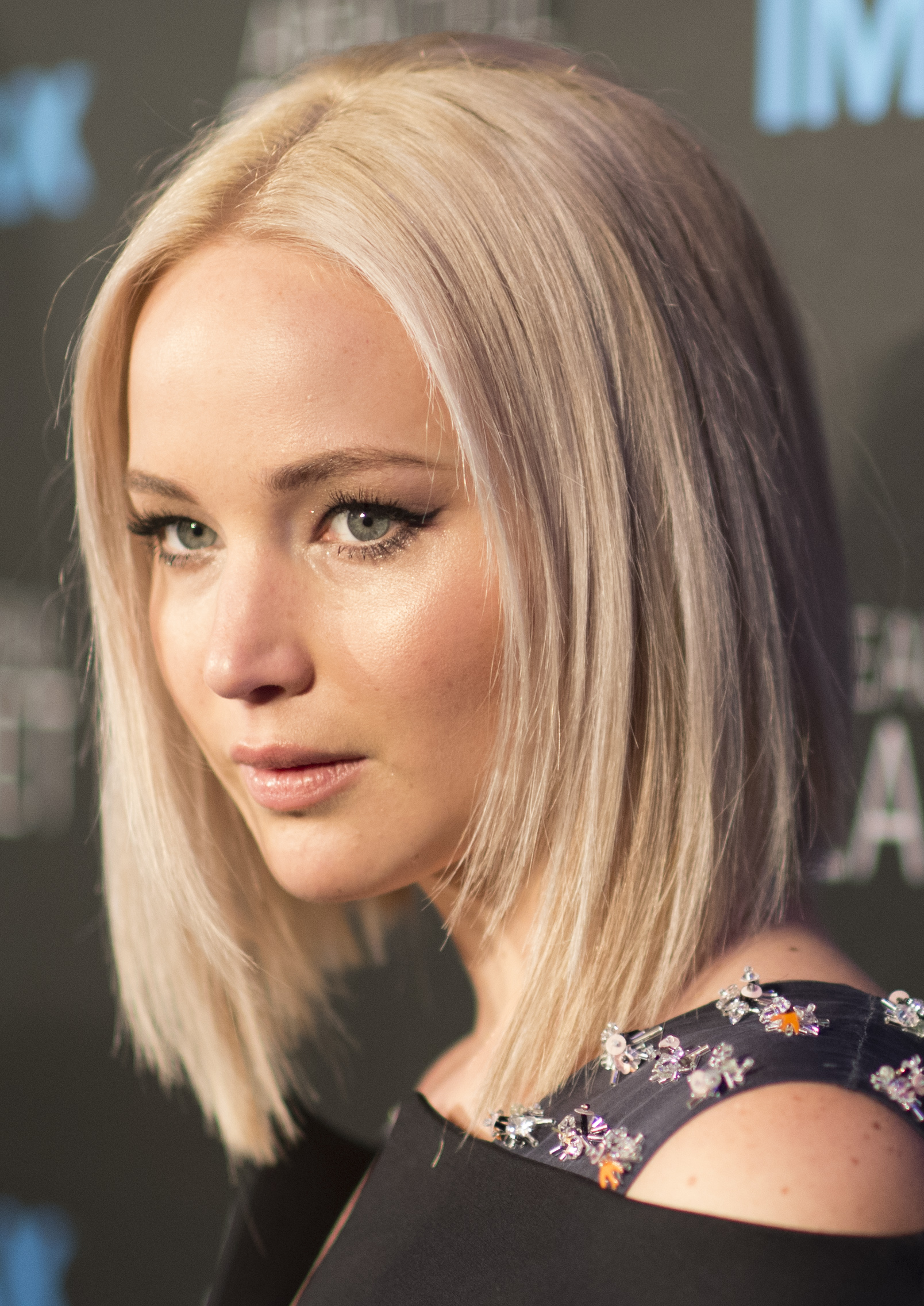
2016년 영화 《뷰티풀 플래닛》 시사회에서 로렌스.

로렌스는 종종 언론에서 "미국의 연인(America's Sweetheart)"이라는 애칭으로 불린다.
《롤링 스톤》은 로렌스에 대해 "미국에서 가장 재능있는 젊은 여자 배우"라고 말했다. 도날드 서덜랜드는 로렌스 올리비에와 비교하며 "매우 아름답고 뛰어난 배우"라고 설명했다. 로렌스와 두 차례 호흡을 맞춘 감독 데이비드 O. 러셀은 그의 노력하는 연기 자세를 칭찬했다. 로렌스는 연극에 참여한 적도 없고 연기 수업을 따로 받지 않았다. 그는 "나는 항상 사람들을 공부했고, 자신의 반응과 느낌에 매료 되었다. 실제로 사람들과 교감하며 그들의 이야기를 듣는 것이 나는 최선의 연기 수업이라고 생각한다"라고 말했다.
로렌스는 영화 산업계에서의 영향력과 힘을 인정받고 있는 위치에 있다. 2013년 《타임즈》에서 선정하는 세계에서 가장 영향력있는 인물 100인 중 한 명으로 선정되었고, 《엘르》에서는 "연예계에서 가장 힘있는 여성"이라고 발표했다. 또한 《포브스》에서는 전년 대비 약 2,600만 달러를 벌어들여 여자 배우 중에서 2위를 차지했다고 발표했다. 2014년 《포브스》에서 발표한 할리우드 최고 수입을 올린 여자 배우 순위 중 산드라 블록에 이어 2위에 올랐다. 이어 "가장 힘있는 여자 배우"라는 문구와 함께 포브스 셀러브리티 100 순위 12위에 선정했다. 2013년 그는 《애스크맨》에서 발표한 올해의 '탑 99 가장 호감가는 여성'에서 1위를 차지했다.

## 자선 활동

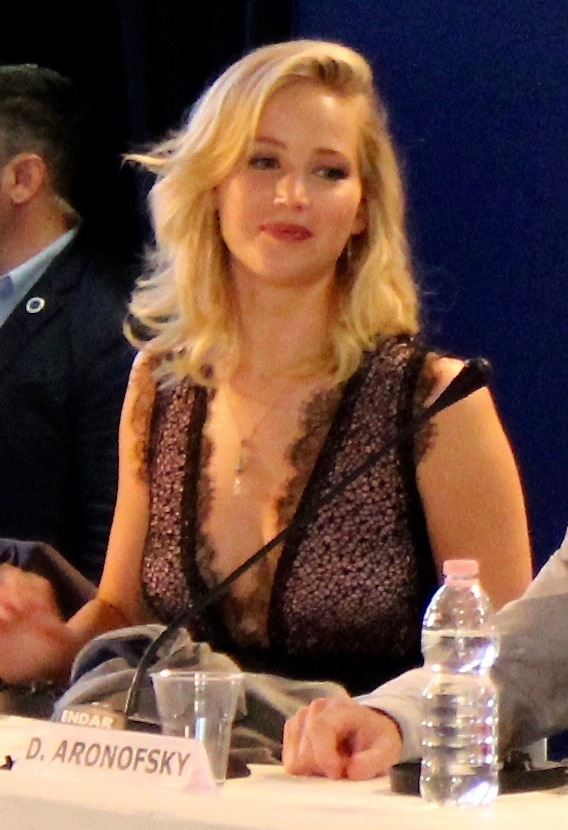
2017년 74회 베네치아 국제 영화제에서 로렌스

그녀는 페미니스트라고 주장하며, 이는 단지 평등을 의미하기 때문에 사람들을 협박해서는 안된다고 주장한다.
로렌스는 세계 식량 계획, 피딩 아메리카와 써스트 프로젝트와 같은 여러 자선 단체에 적극적으로 지원하고 있다. 로렌스는 《헝거게임 시리즈》의 공동 공연자인 조쉬 허처슨과 리암 헴스워스와 함께 빈곤과 굶주림을 알리기 위해 UN과 협력하였다. 그녀는 루이빌의 장애인 단체인 세인트 메리 센터에 도움을주기 위해 영화 《헝거 게임: 캣칭 파이어》(2013)를 일찍 상영했으며 그로 인해 4만 달러 이상을 모금했다. 그녀는 자선 방송 네트워크인 Chideo와 파트너십을 맺고, 영화 《세레나》(2014)를 상영하여 2015 스페셜 올림픽 세계 하계 게임기금을 마련했다. 그녀는 또한 The Omer와 협력하여 영화 《헝거 게임: 모킹제이》(2014)의 초연의 일환으로 게임 기금 모금 대회를 개최했다.
2015년에 그녀는 비영리 단체 두 썸씽를 위한 기금 마련을 위해 허처슨과 헴스워스와 함께 'Prank It FWD'라는 팀을 결성했다. 그 해에 그녀는 미국의 소년 소녀 클럽과 장애를 가진 아이들과 어른들을 위한 세계 최대의 스포츠 대회인 스페셜 올림픽과 같은 자선 단체를 후원하는' 제니퍼 로렌스 재단'이라는 조직을 출범 시켰다.
2016년 고향의 켄터키주 루이빌에 위치한 Kosair 아동 병원에 200만 달러를 기부하여 재단 설립 후 심장 집중 치료실을 설립했다.

## 사생활

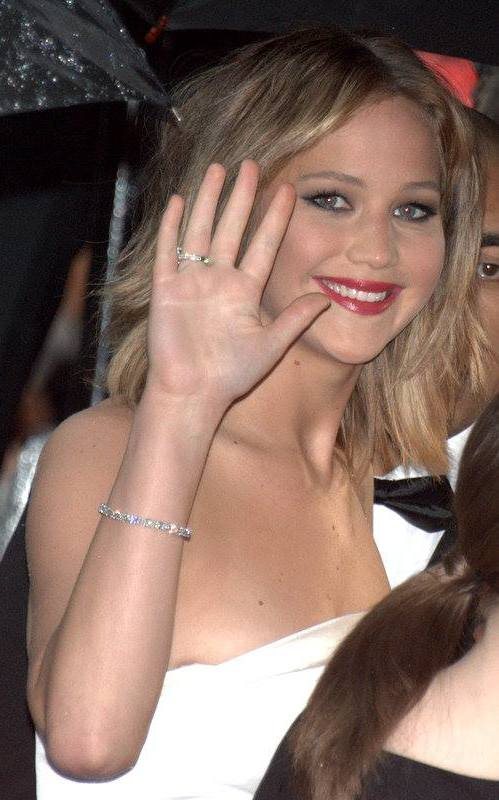
2013년 칸 국제 영화제에서 로렌스

그녀는 2010년 영화 《엑스맨: 퍼스트 클래스》에서 공연한 니컬러스 홀트와 데이트를 시작했다. 두 사람은 2011년에 촬영을 시작으로 연인 관계로 발전해 2013년 1월까지 2년간 데이트를 했다. 이후, 6개월만인 7월에 다시 재결합하였다. 하지만 2014년 《엑스맨: 데이즈 오브 퓨처 패스트》를 개봉하고 1년여만에 또 다시 결별하였다. 또한 그 해, 그녀는 누드 사진이 온라인(아이클라우드 계정)에서 유출 된 유명 인사 희생자 중 하나였다. 로렌스는 이미지가 공개적으로 공개된 것은 아니라는 점을 강조하면서 "이건 단순한 스캔들이 아닌 성범죄다. 법이 바뀌는 동시에 우리 모두가 바뀌어야 한다며, 이 누드를 본 사람은 성범죄에 모두 연루된 것"이라고 강하게 비판했다. 공식 입장을 통해 "유출한 사진의 유포자에 대해 법적으로 강력하게 대응하겠다"고 밝혔다. 2014년 8월, 영국 밴드 콜드플레이의 리드싱어 크리스 마틴과 열애가 보도 되었지만 2015년 7월 초 결별했다. 2016년 9월, 그녀는 《마더!》 촬영으로 만난 대런 아로노프스키 감독과 연인 사이로 발전하였다. 그들은 2017년 11월 결별했다.
2018년, 로렌스는 아트 갤러리 감독 쿡 마로니와 데이트를 시작했고, 그들은 2019년 2월 약혼했다. 2019년 10월, 그녀는 마로니와 로드아일랜드주에서 결혼식을 올렸다.
2019년 5월 기준, 그녀는 뉴욕주, 맨하탄과 캘리포니아주, 베벌리힐스에서 살고 있다.

## 필모그래피

### 영화
| Films that have not yet been released | 아직 개봉하지 않은 영화를 나타낸다. |

| 년도 | 제목                                                       | 역할                     | 감독                | 참고            |
| ---- | ---------------------------------------------------------- | ------------------------ | ------------------- | --------------- |
| 2008 | 가든 파티 Garden Party                                     | 티프                     | 제이슨 프리랜드     |                 |
| 2008 | 포커 하우스 The Poker House                                | 애그니스                 | 로리 페티           |                 |
| 2008 | 욕망의 대지 The Burning Plain                              | 마리아나                 | 길예르모 아리아가   |                 |
| 2010 | 윈터스 본 Winter's Bone                                    | 리 돌리                  | 데브라 그래닉       |                 |
| 2011 | 라이크 크레이지 Like Crazy                                 | 샘                       | 드레이크 도리머스   |                 |
| 2011 | 비버 The Beaver                                            | 노아                     | 조디 포스터         |                 |
| 2011 | 엑스맨: 퍼스트 클래스 X-Men: First Class                   | 레이븐 다크홀름 / 미스틱 | 매튜 본             |                 |
| 2012 | 헝거 게임: 판엠의 불꽃 The Hunger Games                    | 캣니스 에버딘            | 게리 로스           |                 |
| 2012 | 실버라이닝 플레이북 Silver Linings Playbook                | 티파니 맥스웰            | 데이비드 O. 러셀    |                 |
| 2012 | 헤이츠 House at the End of the Street                      | 엘리사 캐시디            | 마크 톤더레이       |                 |
| 2013 | 데빌 유 노 The Devil You Know                              | 어린 조 휴스             | 제임스 오클레이     | 2007년 제작     |
| 2013 | 헝거 게임: 캣칭 파이어 The Hunger Games: Catching Fire     | 캣니스 에버딘            | 프랜시스 로런스     |                 |
| 2013 | 아메리칸 허슬 American Hustle                              | 로절린 로젠펠트          | 데이비드 O. 러셀    |                 |
| 2014 | 엑스맨: 데이즈 오브 퓨처 패스트 X-Men: Days of Future Past | 레이븐 다크홀름 / 미스틱 | 브라이언 싱어       |                 |
| 2014 | 세레나 Serena                                              | 세레나 펨버튼            | 수잔 비에르         |                 |
| 2014 | 헝거 게임: 모킹제이 The Hunger Games: Mockingjay – Part 1  | 캣니스 에버딘            | 프랜시스 로런스     |                 |
| 2015 | 디올 앤 아이 Dior and I                                    | 자신                     | 프레데릭 청         | 다큐멘터리 영화 |
| 2015 | 헝거 게임: 더 파이널 The Hunger Games: Mockingjay – Part 2 | 캣니스 에버딘            | 프랜시스 로런스     |                 |
| 2015 | 조이 Joy                                                   | 조이 망가노              | 데이비드 O. 러셀    |                 |
| 2016 | 엑스맨: 아포칼립스 X-Men: Apocalypse                       | 레이븐 다크홀름 / 미스틱 | 브라이언 싱어       |                 |
| 2016 | 뷰티풀 플래닛 A Beautiful Planet                           | 내레이션                 | 토니 마이어스       | 다큐멘터리 영화 |
| 2016 | 패신저스 Passengers                                        | 오로라 던                | 모튼 틸덤           |                 |
| 2017 | 마더! Mother!                                              | 그레이스                 | 대런 아로노프스키   |                 |
| 2018 | 레드 스패로 Red Sparrow                                    | 도미니카 에고로바        | 프랜시스 로런스     |                 |
| 2019 | 엑스맨: 다크 피닉스 Dark Phoenix                           | 레이븐 다크홀름 / 미스틱 | 사이먼 킨버그       |                 |
| 2021 | 돈 룩 업 Don't Look Up                                     | 케이트 디아비아스키      | 애덤 맥케이         | 넷플릭스        |
| 2022 | 더 브릿지 Causeway                                         | 린지                     | 라일라 노이거바우어 | 애플 TV+        |
| 2023 | 노 하드 필링스 No Hard Feelings                            | 매디                     | 진 스텁니츠키       |                 |
| 미정 | 다이, 마이 러브 Die, My Love                               |                          | 린 램지             |                 |

### 텔레비전
| 년도      | 제목                                       | 역할                       | 참고                                    |
| --------- | ------------------------------------------ | -------------------------- | --------------------------------------- |
| 2006      | 탐정 몽크 Monk                             | 젠 (마스코트)              | 에피소드: "Mr. Monk and the Big Game"   |
| 2006      | 컴퍼니 타운 Company Town                   | 케이틀린                   | 방영되지 않은 TV 파일럿                 |
| 2007      | 콜드케이스 Cold Case                       | 에비 브래드퍼드            | 에피소드: "A Dollar, a Dream"           |
| 2007–2008 | 미디엄 Medium                              | 클레어 체이스, 어린 앨리슨 | 2 에피소드                              |
| 2007–2009 | 빌 잉그볼 쇼 The Bill Engvall Show         | 로런 피어슨                | 30 에피소드                             |
| 2013      | 새터데이 나이트 라이브 Saturday Night Live | 자신 (호스트)              | 에피소드: "제니퍼 로렌스/더 루미니어스" |
| 2014      | 새터데이 나이트 라이브 Saturday Night Live | 자신                       | 에피소드: "우디 해럴슨/켄드릭 라마"     |
| 2017      | 지미 키멀 라이브! Jimmy Kimmel Live!       | 자신 (호스트)              | 2017년 11월 2일 지미 키멜을 대신해서    |

### 뮤직 비디오
| 연도 | 음악가   | 제목                |
| ---- | -------- | ------------------- |
| 2010 | 파라슈트 | 〈The Mess I Made〉 |